# Марінленд (Флорида)
Марінленд (англ. Marineland) — місто (англ. town) в США, в округах Флеглер і Сент-Джонс штату Флорида. Населення — 15 осіб (2020).

## Географія
Марінленд розташований за координатами 29°39′53″ пн. ш. 81°12′50″ зх. д. / 29.66472° пн. ш. 81.21389° зх. д. (29.664693, -81.213791). За даними Бюро перепису населення США в 2010 році місто мало площу 0,69 км², уся площа — суходіл.

## Демографія
Згідно з переписом 2010 року, у місті мешкало 16 осіб у 6 домогосподарствах у складі 5 родин. Густота населення становила 23 особи/км². Було 15 помешкань (22/км²).
Расовий склад населення:
| - 100,0 % — білих |

До двох чи більше рас належало 0,0 %. Частка іспаномовних становила 0,0 % від усіх жителів.
За віковим діапазоном населення розподілялося таким чином: 0,0 % — особи молодші 18 років, 87,5 % — особи у віці 18—64 років, 12,5 % — особи у віці 65 років та старші. Медіана віку мешканця становила 62,0 року. На 100 осіб жіночої статі у місті припадало 166,7 чоловіків; на 100 жінок у віці від 18 років та старших — 166,7 чоловіків також старших 18 років.
Цивільне працевлаштоване населення становило 7 осіб. Основні галузі зайнятості: мистецтво, розваги та відпочинок — 71,4 %, освіта, охорона здоров'я та соціальна допомога — 28,6 %.